# Movimiento Independiente Vamos Vecino
El Movimiento Independiente Vamos Vecino fue un partido político peruano de derecha fundado en 1997 por Alberto Fujimori, Absalón Vásquez y Anselmo Revilla para participar en las elecciones municipales de 1998. Tuvo como principales líderes a Alberto Fujimori, Helbert Samalvides Dongo, Adolfo Amorín, Francisco Ramos Santillán y Erland Rodas Díaz.

## Historia
El objetivo del nacimiento del partido Vamos Vecino era expandir el fujimorismo a nivel subnacional. Por esta razón, se buscaba tener como representantes a conocidas figuras a nivel regional, distrital o municipal. Un ejemplo de ello, es la inclusión en su lista a personajes como Adolfo Amorín, quien fue presidente de la Asociación de Ganaderos de Cajamarca durante 2 periodos; Presidente del Club Deportivo Agronomía por 2 períodos; Presidente de la Sociedad de Beneficencia de Cajamarca durante 10 años, esto lo llevó a ser Alcalde Provincial de Cajamarca; y fue congresista por Cambio 90-Nueva Mayoría en las elecciones del 95. La popularidad de Amorín puede observarse en el 91% de los votos que le brindó Cajamarca. El segundo representante fue Francisco Ramos Santillán, quien ganó la alcaldía de Chachapoyas y postuló en 1995 al Congreso con Cambio 90-Nueva Mayoría con el número 107 y salió elegido en el puesto 22 (15, 264 votos, el 84% de Amazonas). El tercer representante fue Erland Rodas Díaz, exalcalde del distrito de Santa Rosa de Chiclayo, que en 1995, postuló al Congreso con la lista de Cambio 90-Nueva Mayoría con el número 68 y salió elegido en el puesto 30 (12,625, el 60% de Lambayeque). El cuarto representante fue Helbert Samalvides Dongo, exalcalde provincial de Camaná por 2 periodos (1990-92, 1993-95). Y en las elecciones del 95, postuló al Congreso por Cambio 90-Nueva Mayoría con el número 51, pero ingresó en el puesto 12 (21, 719, 87% de Arequipa).
Con la participación de Amorín, Ramos, Rodas, Samalvides se buscaba asegurar la presencia del fujimorismo en diferentes regiones del país.
La organización de este partido fue realizada por el presidente ejecutivo desde 1998 hasta el 2002, Absalón Vásquez, quien tenía cierta experiencia en estos temas por su formación aprista. No solamente se desempeñó como nuevo fundador de un partido fujimorista sino también ya había participado en el gobierno oficialista como Ministro de Agricultura desde 1991 hasta 1996. Absalón Vásquez trabajaba más como asesor detrás de todo, no como una figura pública, por eso necesitaba a alguien como Rolando Reategui, exalcalde de Tarapoto quien fue el primer presidente ejecutivo. Guzmán Altamirano (exalcalde de Santa, presidente de la Asociación de Municipalidades del Perú permitió que la agrupación se relacione con liderazgos regionales) y Ricardo Márquez (vicepresidente de la República, empresario textil le ayudó a tener cercanía con los “empresarios populares”), quienes cumplieron importantes papeles en la conformación de Vamos Vecino. El otro fundador era Anselmo Revilla, un excongresista por Cambio 90-Nueva Mayoría en las elecciones del 95.
El partido Vamos Vecino al ser parte del partido oficialista Cambio 90-Nueva Mayoría se identificaba con la misma ideología y posición que seguía el fujimorismo. En este sentido, para las elecciones presidenciales del 2000, apoyaron la reelección por tercera vez de Alberto Fujimori a través de la Alianza Electoral Perú 2000. Sin embargo, luego de la caída del régimen fujimorista en ese mismo año, la alianza se terminaría. En el 2005, cambiaría de nombre para ser la Agrupación Independiente Sí Cumple y así postular junto con Cambio 90-Nueva Mayoría como la Alianza Sí Cumple, pero el Jurado Nacional de Elecciones no aceptó tal inscripción, debido a que presentan como candidato para la presidencia a Alberto Fujimori en el 2006.  No obstante, recuperan su inscripción por la promulgación de la Ley 29092 señalando que “los partidos que no participaron en las elecciones generales del 2006 mantienen vigente su inscripción”. Para las elecciones regionales y municipales del 2010 vuelven a presentarse, pero no a las presidenciales del 2011 debido a que muchos de sus partidarios empezaron apoyar a la candidatura de Keiko Fujimori con el partido Fuerza 2011. De esta forma, Sí Cumple, decide apoyar la candidatura de Keiko Fujimori por la falta de recursos y miembros. A pesar de no haber participado en las elecciones generales del 2011, el Jurado Nacional de Elecciones decide cancelar la inscripción de Sí Cumple por no haber superado la valla del 5% en julio del 2012, generando una serie de suspicacias en el medio.

## Participación Electoral

### Elecciones municipales y regionales
Previamente a las elecciones municipales del 98, el partido de gobierno no había presentado candidatos para alcaldías. Sin embargo, con la creación del partido Vamos Vecino, por primera vez los fujimoristas presentaron candidatos para las diferentes alcaldías en todo el país. Asimismo en ese mismo año, ni Cambio 90 ni Nueva Mayoría se presentaron en los comicios municipales.
El crecimiento de este agrupación fue por el aparato clientelista del Estado, políticas públicas, llegando a sectores populares y marginales del país. Tras los resultados del 98 (consiguió a nivel nacional el 25% de votos a solo 3 puntos de Somos Perú), se empezaron a negociar la inclusión de algunos líderes de Vamos Vecino en la lista de candidatos para el Congreso en la Alianza Perú 2000.
Cabe señalar que si bien el partido Vamos Vecino no consiguió ganar la alcaldía de Lima en 1998, logró ganar en 14 distritos de Lima. Asimismo, 8 de los alcaldes ganadores fueron reelectos, ya que en la elección del 95 fueron alcaldes por la Alianza Electoral Cambio 90 - Nueva Mayoría. Este fue el caso de las municipalidades de Chaclacayo, El Agustino, Los Olivos, Lurín, Puente Piedra, San Juan de Miraflores, Santa Anita y Santa María del Mar.
En las elecciones del 2002, junto a la Alianza Electoral Vamos Vecino, no llegaron a repetir el mismo número de autoridades electas, obteniendo solo 3 alcaldes distritales en todo el país y 19 regidores. Mientras que en las elecciones del 2006, se presentó individualmente y logró obtener 14 alcaldes distritales. Finalmente, en la última elección del 2010, consiguió solo una alcaldía. 
Elecciones municipales y regionales
| Año  | Organización política                 | Tipo Proceso         | Autoridades electos |
| ---- | ------------------------------------- | -------------------- | ------------------- |
| 1998 | Movimiento Independiente Vamos Vecino | Municipal provincial | 19                  |
| 1998 | Movimiento Independiente Vamos Vecino | Municipal Distrital  | 65                  |
| 2002 | Movimiento Independiente Vamos Vecino | Municipal provincial | 0                   |
| 2002 | Movimiento Independiente Vamos Vecino | Municipal distrital  | 22                  |
| 2006 | Agrupación Independiente Sí Cumple    | Regional             | 2                   |
| 2006 | Agrupación Independiente Sí Cumple    | Municipal provincial | 15                  |
| 2006 | Agrupación Independiente Sí Cumple    | Municipal distrital  | 154                 |
| 2010 | Agrupación Independiente Sí Cumple    | Regional             | 0                   |
| 2010 | Agrupación Independiente Sí Cumple    | Municipal provincial | 0                   |
| 2010 | Agrupación Independiente Sí Cumple    | Municipal distrital  | 5                   |
| 2010 | Agrupación Independiente Sí Cumple    | Consejero Regional   | 0                   |

Ganadores de las elecciones municipales del distrito de Lima
| Año  | Distrito               | Alcalde                       |
| ---- | ---------------------- | ----------------------------- |
| 1998 | Ancón                  | Miguel Alberto Ortecho Romero |
| 1998 | Carabayllo             | Guillermo Mauro Tapia Zegarra |
| 1998 | Cieneguilla            | Amilcar Carrillo Velarde      |
| 1998 | Chaclacayo             | María Delia Vergara Pérez     |
| 1998 | Chorrillos             | Augusto Miyashiro Yamashiro   |
| 1998 | El Agustino            | Francisco Antiporta Laymito   |
| 1998 | Independencia          | Guillermo Chacaltana Yeren    |
| 1998 | Los Olivos             | Felipe Castillo Alfaro        |
| 1998 | Lurín                  | Oswaldo W. Weberhofer Vildoso |
| 1998 | Puente Piedra          | Milton Jiménez Salazar        |
| 1998 | San Juan de Lurigancho | Ricardo Chiroque Paico        |
| 1998 | San Juan de Miraflores | Adolfo Ocampo Vargas          |
| 1998 | Santa Anita            | Osiris Feliciano Muñoz        |
| 1998 | Santa María del Mar    | José Fernández Montagne       |
| 1998 | Santa Rosa             | Luis García Villacorta        |
| 1998 | Surquillo              | Augusto Casassa Bacigalupo    |

Ganadores de las elecciones municipales distritales del 2002, 2006 y 2010
| Año  | Región        | Provincia            | Distrito     | Alcalde                      |
| ---- | ------------- | -------------------- | ------------ | ---------------------------- |
| 2002 | Ancash        | Huaraz               | Tarica       | Pele Tinoco Meyhuay          |
| 2002 | Lima          | Yauyos               | Huantán      | Alberto Sánchez Barrios      |
| 2002 | Lima          | Yauyos               | Catahuasi    | Hernando Clemente De la Cruz |
| 2002 | Ayacucho      | Huamanga             | Acos Vinchos | Victor Castro Chuñocca       |
| 2006 | Madre de Dios | Manu                 | Fitzarrald   | Walter Mancilla Huamán       |
| 2006 | Lima          | Cajatambo            | Huancapón    | Alejandro Lizzeti Salazar    |
| 2006 | Lima          | Yauyos               | Putinza      | Adelmo Quispe Rojas          |
| 2006 | Ica           | Chincha              | Chincha Baja | Emilio Del Solar Salazar     |
| 2006 | Amazonas      | Utcubamba            | Cumba        | Elías Díaz Benavides         |
| 2006 | Ancash        | Corongo              | Cusca        | Ángel Domínguez Murillo      |
| 2006 | Apurímac      | Andahuaylas          | Pampachiri   | Wilfredo Chipana Fernández   |
| 2006 | Apurímac      | Chincheros           | Ancohuallo   | Samuel Medina Cárdenas       |
| 2006 | Arequipa      | Caraveli             | Chala        | Agustín Condori Motta        |
| 2006 | Arequipa      | Caraveli             | Cháparra     | Juan De la Torre Carcamo     |
| 2006 | Ayacucho      | Lucanas              | Lucanas      | Aníbal Poma Sarmiento        |
| 2006 | Ayacucho      | Lucanas              | Otoca        | Julio Martínez Cabezudo      |
| 2006 | Ayacucho      | Paucar del Sara Sara | Lampa        | Eleuterio Gutiérrez Díaz     |
| 2006 | Huancavelica  | Castrovirreyna       | Tantará      | Cirilo Urbina Torres         |
| 2010 | Pasco         | Pasco                | Paucartambo  | Clayton Galván Vento         |

### Elecciones Parlamentarias
En las elecciones parlamentarias del 2000, 22 de los 38 candidatos por Vamos Vecino que se presentaron resultaron elegidos, obteniendo el 57,9% con respecto al total de los postulantes. Superando a los demás partidos tradicionales de la alianza fujimorista y, a la vez, colocando a Absalón Vásquez como el segundo candidato más votado dentro de la alianza.
Para las nuevas elecciones del 2001, tras la caída del régimen fujimorista, deciden postular dentro de la Alianza Electoral Solución Popular, teniendo a Alfredo Gonzales Salazar como único congresista elegido. 
| Año  | Organización                       | Resultado (%de votos válidos) | Resultado (número de escaños) | Parlamentarios electos de Vamos Vecino con mayor votación | Número de Votos |
| ---- | ---------------------------------- | ----------------------------- | ----------------------------- | --------------------------------------------------------- | --------------- |
| 2000 | Alianza Electoral Perú 2000        | 42,16%                        | 52                            | Absalón Vásquez Villanueva                                | 735,978         |
| 2000 | Alianza Electoral Perú 2000        | 42,16%                        | 52                            | María Espinoza Matos                                      | 96,897          |
| 2000 | Alianza Electoral Perú 2000        | 42,16%                        | 52                            | Rolando Reátegui Flores                                   | 63,681          |
| 2000 | Alianza Electoral Perú 2000        | 42,16%                        | 52                            | Guzmán Aguirre Altamirano                                 | 58,859          |
| 2001 | Alianza Electoral Solución Popular | 3,57%                         | 1                             | Alfredo González Salazar                                  | 32,444          |

## Participación en coyunturas
El partido Vamos Vecino formó repetidas alianzas con otros partidos fujimoristas para postular a cargos representativos como lo fue con la Alianza Electoral Perú 2000, realizada entre Cambio 90, Juntos Si Podemos y Nueva Mayoría. 
En el 2005, eligen como candidato presidencial a Alberto Fujimori para las elecciones generales del 2006. Sin embargo, el Tribunal Constitucional deniega su participación al ratificar la validez de la inhabilitación por diez años que el Congreso le impuso al expresidente en el 2000. Por tanto, para el Tribunal Constitucional, Alberto Fujimori “se encuentra inhabilitado para postular, concursar o acceder a cualquier cargo o función pública durante el periodo a que se refiere la resolución legislativa". Por este hecho, el entonces subsecretario nacional del partido “Sí Cumple”, Diego Uceda, señaló que el fallo del Tribunal Constitucional fue por un tema político de impedir la postulación de Alberto Fujimori, ya que ni él ni el partido tenían en conocimiento de dicha demanda. Debido a ello, el partido solo se presentó en las elecciones municipales y regionales del 2006 sin alianzas, pero postulando en las elecciones presidenciales y parlamentarias junto a Cambio 90, Nueva Mayoría y Siempre Unidos. dentro de la “Alianza por el Futuro” que tenía como candidata presidencial a Martha Chávez.
Mientras que para las elecciones generales del 2011, su líder Carlos Zúñiga Morishige se presenta como candidato presidencial, acompañado de Rafael Acosta Gómez y Gladys Espinoza Vásquez, respectivamente como primer y segundo vicepresidente. Para estas elecciones, el Jurado Electoral Especial pidió al partido Sí Cumple aclarar observaciones respecto a su proceso de elección interna. Sin embargo, el partido no presentó tal pedido y decidió retirarse de las elecciones para no confundir al electorado fujimorista, ya que también el partido Fuerza 2011 representaba al fujimorismo

## Resultados electorales

### Elecciones presidenciales
|  | 49.87 % |

|  | 74.33 % |

|  | 1.69 % |

### Elecciones parlamentarias
|  | 42.16 % |

|  | 3.57 % |

### Elecciones regionales y municipales
| Año  | Gobiernos Regionales | Alcaldías Provinciales | Alcaldías Distritales |
| Año  | Representantes       | Representantes         | Representantes        |
| ---- | -------------------- | ---------------------- | --------------------- |
| 1998 |                      | 71/196                 | 582/1867              |
| 2002 | 0/25                 | 0/196                  | 4/1867                |

## Actualidad
Actualmente, el partido rebautizado como Sí Cumple no se encuentra inscrito en el JNE, debido a que esta institución rechazó su inscripción en el 2012 señalando que no cumple el inciso a) del artículo 13.º de la Ley de Partidos Políticos y su modificatoria, la cual señala que las organizaciones políticas deben participar en el último proceso de elecciones generales. Esto implica que únicamente aquellos partidos políticos que logren superar el 4% de los votos válidos en las elecciones generales a nivel nacional mantendrán su inscripción ante el Registro de Organizaciones Políticas, es decir solo se puede mantener su inscripción participando en las elecciones que se convoca y, como el partido Sí Cumple solo ha participado como alianza en el 2000 se prosiguió a cancelar su inscripción.
Si bien en la actualidad no se le reconoce como inscrito, sus principales representantes como Absalón Vásquez sigue vigente en la política, ya que es el presidente fundador del movimiento regional Cajamarca Siempre Verde, con la cual ha postulado dos veces por la presidencia regional de Cajamarca en las elecciones del 2010 (en alianza con Fuerza 2011) y de manera independiente en el 2014. A pesar de que no ganó en ninguna de las elecciones mencionadas, en las últimas elecciones, el actual Presidente de la República, Pedro Pablo Kuczynski mostró su apoyo hacia su candidatura.